# フマル酸レダクターゼ (NADH)
フマル酸レダクターゼ (NADH)（fumarate reductase (NADH)）は、次の化学反応を触媒する酸化還元酵素である。
コハク酸 + NAD+ {\displaystyle \rightleftharpoons } フマル酸 + NADH + H+
反応式の通り、この酵素の基質はコハク酸とNAD+、生成物はフマル酸とNADHとH+である。
組織名はsuccinate:NAD+ oxidoreductaseである。別名にはNADH-fumarate reductase, NADH-dependent fumarate reductase, fumarate reductase (NADH)がある。